# 삼걸인 - 세동무
"삼걸인 - 세동무"는 한국에서 제작된 김영환 감독의 1928년 영화이다. 이원용 등이 주연으로 출연하였고 이형원 등이 제작에 참여하였다.

## 출연

### 주연
- 이원용
- 복혜숙
- 추청운
- 이동일
- 이재현